# Barbie in viaggio nel tempo
Barbie in viaggio nel tempo (Barbie and the Sensations: Rockin' Back to Earth) è il secondo film TV d'animazione di Barbie, sequel di Barbie Rockstar.

## Trama
Nel tentativo di ritornare sulla Terra dallo spazio, Barbie e i suoi amici si ritrovano catapultati negli anni '50.

## Colonna sonora
1. Rockin' Back
2. Dressin' Up
3. Do You Wanna Dance?
4. Here Comes My Baby
5. Blue Jean Boy
6. Everybody Rocks
7. Barbie and The Rockers Theme Instrumental

## Distribuzione
Il film venne distribuito in Italia in VHS nel gennaio 1989 dalla Titanus.

### Doppiaggio
| Personaggio           | Doppiatore originale | Doppiatore italiano |
| --------------------- | -------------------- | ------------------- |
| Barbie                | Sharon Lewis         | Georgia Lepore      |
| Ken                   | Michael Breyner      |                     |
| Dana Yeosan           | Mary Adams           | Manuela Cenciarelli |
| Ophelia "Diva" Butler | Sarah Jayson         | Serena Spaziani     |
| Dee Dee Schwitzerson  | Joanne Wilson        | Chiara Salerno      |
| Derek                 |                      | Giorgio Borghetti   |